# Izbori za Europski parlament 2024. (Hrvatska)
Izbori za Europski parlament 2024. u Hrvatskoj održani su 9. lipnja 2024. u sklopu izbora za Europski parlament 2024. Ovi izbori su četvrti europarlamentarni izbori od ulaska Hrvatske u EU 2013., a prvi nakon Brexita.
Drugi su to izbori u 2024., „superizbornoj godini” u Hrvatskoj, nakon parlamentarnih izbora u travnju, a prethode nadolazećim predsjedničkim izborima u prosincu. 
Ujedno s ovim izborima održani su lokalni izbori u Gospiću, Raši, Rabu i Otoku.
Troškovi izbora procijenjeni su na 9,245 milijuna eura.

## Pozadina
Od prethodnih izbora 2019., premijer Andrej Plenković reizabran je i na parlamentarnim izborima 2020. i 2024. Nakon potonjeg, vladajuća Hrvatska demokratska zajednica (HDZ), koja nije osvojila apsolutnu većinu, formirala je koalicijsku vladu s Domovinskim pokretom.

## Izborni sustav
U odnosu na prošle izbore, Hrvatska na ovim izborima ima pravo na još jednog zastupnika u Europskom parlamentu, već dodijeljenog 2020. godine preraspodjelom zastupničkih mandata nakon Brexita. Dvanaest članova bira se razmjernom zastupljenošću poluotvorenih lista u jednoj nacionalnoj izbornoj jedinici sa zastupničkim mjestima koja se dodjeljuju D'Hondtovom metodom. Izborni prag postavljen je na 5 %, ali zbog postupka raspodjele mandata, barem jedno mjesto zajamčeno je samo s udjelom glasova od najmanje 8,33 %.
Pravo glasa na izborima za Europski parlament u Hrvatskoj imaju svi koji imaju hrvatsko državljanstvo i glavno prebivalište u Hrvatskoj, hrvatski državljani bez prebivališta u Hrvatskoj i ostali državljani Unije čije je glavno prebivalište u Hrvatskoj. Osim toga, osobe s pravom glasa moraju navršiti 18 godina najkasnije do dana izbora. Registracija birača potrebna je samo za državljane EU koji nisu hrvatski državljani s prebivalištem u Hrvatskoj, dok se hrvatski državljani automatski registriraju u mjestu prebivališta.

## Ishod izbora
| stranka            | glasovi | %      | mandati |
| ------------------ | ------- | ------ | ------- |
| HDZ                | 264 415 | 35,13  | 6       |
| SDP-ova koalicija  | 192 859 | 25,62  | 4       |
| DP                 | 66 541  | 8,84   | 1       |
| Možemo!            | 44 670  | 5,93   | 1       |
| IDS-ova koalicija  | 41 710  | 5,54   | 0       |
| NL Nina Skočak     | 30 369  | 4,03   | 0       |
| Most-ova koalicija | 30 155  | 4,01   | 0       |
| Pravo i pravda     | 22 425  | 2,98   | 0       |
| OiP                | 10 328  | 1,37   | 0       |
| Ostali             | 49 189  | 6,54   | 0       |
| Ukupno             | 752 661 | 100,00 | 12      |
| DIP                |         |        |         |